# 西部開発区域

西部開発区域（पश्चिमाञ्चल विकास क्षेत्र）は、2015年までネパールにあった開発区域の一つ。三つの県より成り立っていた。
- ダウラギリ県（■）
- ガンダキ県（■）
- ルンビニ県（■）